# Leucobryum heterodictyon
Leucobryum heterodictyon är en bladmossart som beskrevs av Bescherelle 1891. Leucobryum heterodictyon ingår i släktet Leucobryum och familjen Dicranaceae. Inga underarter finns listade i Catalogue of Life.